# La dona de negre
La dona de negre (títol original en anglès, The Woman in Black) és una pel·lícula canadencoeuropea de 2012 dirigida per James Watkins i protagonitzada per Daniel Radcliffe, Ciarán Hinds i Janet McTeer.
La cinta és un thriller de terror sobrenatural que adapta la novel·la del mateix nom de Susan Hill i explica el misteri que envolta la casa que el protagonista ha d'intentar vendre.

## Argument
La pel·lícula comença amb una escena en la qual tres nenes que juguen a prendre el te miren a la finestra simultàniament i, després, immediatament, es suïciden entre els crits de la seva mare.
Temps més tard, en ple període eduardià, Arthur Kipps (Daniel Radcliffe), un advocat anglès jove i vidu rep un ultimàtum: si no ven una propietat en concret, serà acomiadat. Quan arriba al petit poble, en el que no és ben rebut i on tots intenten que marxi com més aviat millor, s'adona que la tasca no serà fàcil. Molt menys quan veu que la mansió està situada en un petit illot, envoltada de pantans i separat de la resta del poble per la marea.
El que no imagina és que allà habita l'esperit d'una dona, la germana del qual i el seu cunyat li van treure el seu fill adoptant-lo i argumentant que ella era una persona no adequada per criar-lo. El nen mor en un accident d'automovil ofegat, quedant sepultat dins el vehicle sota el pantà. Els pares adoptius de la dona (la seva germana i cunyat) mai no recuperen el cos de l'infant i la dona acaba penjant-se, donant lloc a un esperit enutjat que es representa com una dona de negre que per a venjar-se de la seva amargor i dotada d'una força sobrenatural, influeix en els nens del poble proper guiant-los al suïcidi, cada vegada que un adult la veu, ella apareix davant un nen escollit per ella a l'atzar i aquest sent el sobtat desig de morir, i es suïcida.
L'advocat Arthur Kipps, en arribar a la mansió esvalota encara més a l'esperit fent que la mort de nens sigui més freqüent, i finalment amb l'ajuda del cunyat de l'espirit, Arthur decideix recuperar el cos del fill de la dama de negre i donar-li sepultura adequada, creient que amb això donarà pau al pervers esperit, cosa que no succeeix. Quan està esperant el seu fill de 4 anys a l'estació de trens per tornar a Londres, la dama de negre es presenta al seu fill, fent que aquest camini cap a les vies. Arthur s'adona i corre cap a ell i moren els dos aixafats pel tren, Arthur s'adona que ha mort perquè veu el presumpte esperit de la seva esposa morta.

## Repartiment
- Daniel Radcliffe: Arthur Kipps
- Ciarán Hinds: Sam Daily
- Janet McTeer: Elisabeth Daily
- Liz White: Jennet Humfrye
- Roger Allam: Mr. Bentley
- Tim McMullen: Jerome
- Jessica Raine: tata de Joseph
- Shaun Dooley: Fisher
- Mary Stockley: Mrs Fisher
- David Burke: PC Collins
- Sophie Stuckey: Stella Kipps
- Victor McGuire: Gerald Hardy

## Crítica
Els comentaris sobre la pel·lícula han estat regulars. Fins al 4 de febrer de 2012, la pel·lícula té una taxa d'aprovació del 62% a Rotten Tomatoes basat en 113 crítiques, amb una qualificació de 5.8 sobre 10, amb un consens que diu: Tradicional, La dona de negre està plena de terror, encara que no en pot proporcionar prou als espectadors actuals. La pel·lícula ha rebut una qualificació de 62/100 a Metacritic, on parla de "crítiques generalment favorables" 

## Taquilla
Durant el primer cap de setmana la pel·lícula va recaptar 20 milions de dòlars, situant-se al segon lloc de la taquilla (darrere de Chronicle, que en va guanyar prop de 21 milions).